# The Broadside Tapes 1
Albums de Phil Ochs
The War Is Over: The Best of Phil Ochs
(1988) There but for Fortune
(1989)
The Broadside Tapes 1 est un album de Phil Ochs sorti en 1989.
Ce quatorzième volume de la série « Broadside Ballads » réunit des démos enregistrées pour le magazine Broadside au début des années 1960. Toutes ces chansons étaient jusqu'alors inédites. La dernière est une reprise en concert de la chanson des Beatles I Should Have Known Better, avec Eric Andersen à l'harmonica et aux chœurs.

## Titres
Toutes les chansons sont écrites et composées par Phil Ochs, sauf mention contraire.
| No  | Titre                          | Auteur                      | Durée |
| --- | ------------------------------ | --------------------------- | ----- |
| 1.  | The Ballad of Alferd Packer    |                             | 2:11  |
| 2.  | If I Knew                      |                             | 2:18  |
| 3.  | The Ballad of John Henry Faulk |                             | 3:08  |
| 4.  | Spaceman                       |                             | 2:09  |
| 5.  | On My Way                      |                             | 1:40  |
| 6.  | Hazard, Kentucky               |                             | 2:09  |
| 7.  | The Passing of My Life         |                             | 2:21  |
| 8.  | That's The Way It's Gonna Be   | Phil Ochs, Bob Gibson       | 2:35  |
| 9.  | Rivers of the Blood            |                             | 1:59  |
| 10. | Remember Me                    |                             | 2:22  |
| 11. | Talkin' Pay TV                 |                             | 2:33  |
| 12. | Christine Keeler               |                             | 1:30  |
| 13. | Spanish Civil War Song         |                             | 2:11  |
| 14. | Another Country                |                             | 2:21  |
| 15. | Time Was                       |                             | 1:38  |
| 16. | I Shoulda Known Better         | John Lennon, Paul McCartney | 3:32  |